# Phytobia propincua
Phytobia propincua este o specie de muște din genul Phytobia, familia Agromyzidae. A fost descrisă pentru prima dată de Mitsuhiro Sasakawa în anul 1963. Conform Catalogue of Life specia Phytobia propincua nu are subspecii cunoscute.